# Ricordeidae
Ricordeidae é uma família de cnidários antozoários da ordem Corallimorpharia.

## Géneros
- Ricordea Duchassaing & Michelotti, 1860